# Sentous
Sentous település Franciaországban, Hautes-Pyrénées megyében. Lakosainak száma 77 fő (2022. január 1.). Sentous Tournous-Darré, Bonnefont, Libaros, Lustar és Puydarrieux községekkel határos.

## Népesség
A település népessége az elmúlt években az alábbi módon változott:
| Lakosok száma | 68   | 67   | 70   | 69   | 69   | 68   | 68   | 72   | 77   |
|               | 2013 | 2015 | 2016 | 2017 | 2018 | 2019 | 2020 | 2021 | 2022 |